# Bangkok International Trade and Exhibition Centre

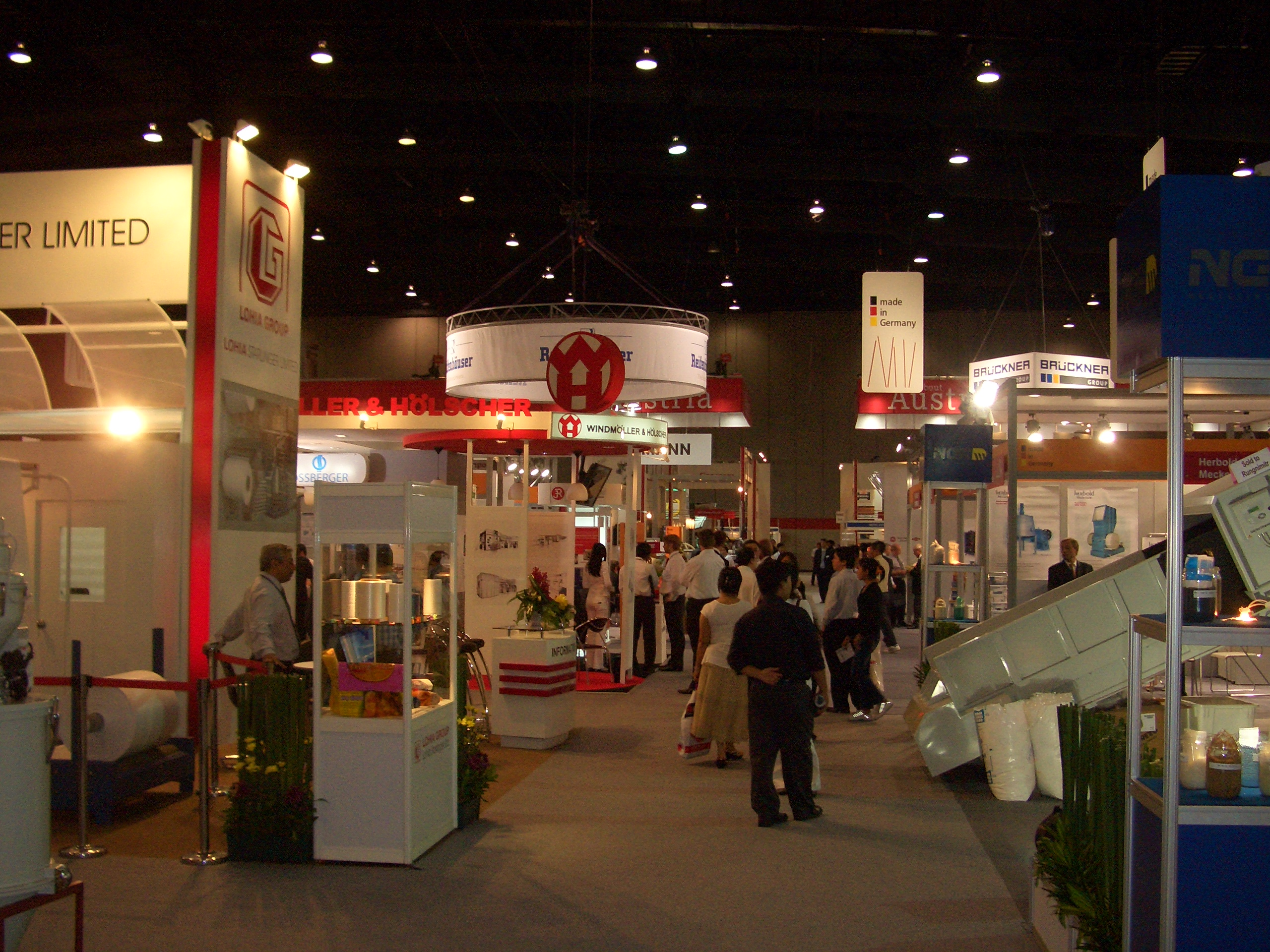
De hal in 2006

Het Bangkok International Trade and Exhibition Centre (vaak afgekort tot BITEC) is een expositiehal in het district Bang Na, Bangkok. Het werd in 1997 geopend en heeft een totale oppervlakte van 50.400 vierkante meter. In de expositiehal zijn regelmatig veel tentoonstellingen en shows te zien. Een bekend voorbeeld is de "Bangkok International Motor Show", een jaarlijkse motorfietstentoonstelling. Het werd gebouwd tussen 1995 en 1997. BITEC is gelegen op de Bang Na Trad, nabij het kruispunt bij de Sukhumvit Road.